# Zanclognatha jacchusalis
Zanclognatha jacchusalis là một loài bướm đêm thuộc họ Noctuidae. Nó được tìm thấy ở Wisconsin tới Maine, phía nam đến Georgia và Louisiana.
Sải cánh dài 28–31 mm. Con trưởng thành bay từ tháng 4 đến tháng 9. Normally, Mỗi năm loài này có một thế hệ. There are two generations in Missouri.
Ấu trùng có lẽ ăn detritus. Ấu trùng ở dưới lá cây sồi chết.